# Peter Brasch
Peter Brasch (* 18. September 1955 in Cottbus; † 28. Juni 2001 in Berlin) war ein deutscher Schriftsteller.

## Leben
Brasch entstammt einer Familie deutsch-österreichischer Kommunisten mit jüdischen Wurzeln, die 1939 nach England emigrierten und 1946 in den Ostteil Deutschlands zurückkehrten. Sein Vater Horst Brasch war Mitglied des Zentralkomitees der SED und u. a. stellvertretender DDR-Kulturminister. Peter Brasch war der Bruder des Schriftstellers Thomas Brasch, des Schauspielers Klaus Brasch und der Hörfunkjournalistin und Schriftstellerin Marion Brasch. Er studierte bis zur Ausbürgerung Wolf Biermanns in Leipzig Germanistik. Als er gegen dessen Ausweisung protestierte, wurde er exmatrikuliert.
In den 1980er Jahren war Brasch u. a. Dramaturg beim Rundfunk der DDR und schrieb Kinderhörspiele; nach 1989 arbeitete er als freischaffender Schriftsteller.
1999 erschien mit Schön hausen ein Schelmenroman, in dem er mit Mitteln des Magischen Realismus vom Verlorengehen zwischen zwei Gesellschaftssystemen erzählte.
Der damals 45-jährige Peter Brasch wurde am 28. Juni 2001 tot in seiner Wohnung in Berlin-Prenzlauer Berg aufgefunden. Ursächlich für seinen Tod war – ebenso wie rund zwanzig Jahre vorher bei seinem Bruder Klaus – der Konsum einer toxischen Kombination von Alkohol und Pharmaka, wobei offen bleibt, ob es sich um einen Suizid oder aber eine versehentliche Vergiftung handelte.

## Werke (Auswahl)
- Rosalinde und 3 Knappen. 1987 (UA im Theater der Freundschaft, Berlin)
- Herr Konnie und die Uhren. Berlin 1988.
- Rückblenden an Morgen. Prosa, Gedichte, Stücke, Berlin 1991.
- LebensGang. Prosa, Gedichte, Berlin 1997.
- Schön hausen, Prosaband, Berlin 1999.
- Status Quo. Essays, Skizzen und Porträts, Berlin 2002.

## Hörspiele
- 1981: Der Wolf und Rotkäppchen in der Stadt. Ein Verkehrsmärchen. (Hörspiel – Litera)
- 1984: Thomas Heise: Schweigendes Dorf. (Erzähler) – Regie: Thomas Heise (Hörspiel – Rundfunk der DDR)
- 1985: Hans Fallada: Die Geschichte von Mäuseken Wackelohr und von der gebesserten Ratte. (Hörspiel – Litera)
- 1987: Lothar Walsdorf: Die Mittagsfrau. – Regie: Peter Brasch (Hörspielbearbeitung, Kinderhörspiel – Rundfunk der DDR)
- 1987: Hans Christian Andersen: Des Königs neue Kleider. – Regie: Peter Brasch (Hörspielbearbeitung, Kinderhörspiel – Rundfunk der DDR)[3]
- 1989: Brüder Grimm: Die Goldene Gans/Sechse Kommen Durch Die Welt. (Hörspiel – Litera)
- 1989: Santerre. Eine Legende aus der Französischen Revolution. – Regie: Joachim Staritz (Hörspiel – Rundfunk der DDR)
- 1992: Brüder Grimm: Das tapfere Schneiderlein. – Regie: Peter Brasch (Hörspielbearbeitung, Kinderhörspiel – DS Kultur)

## Dokumentarfilm
- Annekatrin Hendel: Familie Brasch, Dokumentarfilm, 2018